# ادیت کلارک
ادیت کلارک (به انگلیسی: Edith Clarke) (فوریه ۱۰، ۱۸۸۳–۲۹ اکتبر، ۱۹۵۹) اولین زن مهندس برق و استاد دانشگاه تگزاس در آستین-اولین استاد زن مهندسی برق بود.او در تجزیه و تحلیل سیستم قدرت الکتریکیو کتاب تحلیل مدار A-C سیستم‌های قدرت را نوشته‌است.

## زندگی و تحصیلات
ادیت کلارک ۱۰فوریه، ۱۸۸۳، در شهرستان هاوارد، مریلند به دنیا آمد. او یکی از نه فرزند جان ریگلی کلارک، و سوزان دورسی اوینگز، بود. او در ۱۲ سالگی یتیم شد. او با استفاده از ارث خود را به مطالعه ریاضیات و نجوم در کالج واسر، که در سال ۱۹۰۸ از آن فارغ‌التحصیل شد پرداخت.
پس از کالج، کلارک ریاضیات و فیزیک در یک مدرسه خصوصی در سان فرانسیسکو و در کالج مارشال ریاضیات و فیزیک تدریس می‌کرد. سپس او مدتی را صرف تحصیل در رشته مهندسی عمران در دانشگاه ویسکانسین-مدیسن کرد.